# Лав Оґастус Едвард Гаф
Оґа́стус Е́двард Гаф Лав (англ. Augustus Edward Hough Love, A. E. H. Love), (17 квітня 1863, Вестон-супер-Маре, Північний Сомерсет — 5 червня 1940, Оксфорд) — британський математик і геофізик, відомий своїми роботами з математичної теорії пружності, проблем геодинаміки, деформації суші Землі внаслідок гравітаційного тяжіння Місяця й Сонця. Член Лондонського королівського товариства.

## Походження й освіта
Оґастус Едвард Гаф Лав народився 17 квітня 1863 року в маленькому приморському містечку Вестон-супер-Маре (графство Сомерсет) в родині Джона Генрі Лава та Емілі Серл. Батько здобув медичну освіту й влаштувався на посаду поліцейського хірурга у Вулвергемптоні.
У Огастуса був старший брат Ернест і сестра Бланш.
Освіту Оґастус Лав здобував у Вулвергемптонській гімназії, в яку поступив 1874 року. Спочатку він не проявляв особливих успіхів у навчанні, та до останнього року навчання в коледжі він досягнув такого високого рівня знань, що в 1881 році отримав стипендію для навчання в Кембриджському коледжі Святого Джона. Своїми знаннями з математики Оґастус завдячував вчителю, преподобному Генрі Вільямсу, якого студенти поважали й називали «тато» Вільямс.
Тому в коледжі він вибрав математичний профіль навчання, в якому був настільки успішним, що в 1884 році отримав стипендію коледжу, а наступного року посів друге місце серед студентів в математичному Трайпос і отримав відзнаку Другий Вранглер.
1886 року Оґастус Лав був обраний членом-стипендіатом коледжу Святого Джона і залишався ним до 1899 року. Уже 1887 року він отримав премію Сміта, яку щорічно присуджували двом студентам-дослідникам з математики та теоретичної фізики в Кембриджському університеті з 1769 року. 1885 року Лав отримав ступінь бакалавра, 1889 року — ступінь магістра.

## Професійна діяльність
Невдовзі після здобуття ступеня бакалавра Лав став у коледжі лектором математики. Його колегами були Джозеф Лармор, Генрі Бейкер. Пізніше він був вибраний до викладання одного з п'яти нових лекційних курсів. Перші роки праці в коледжі були дуже продуктивними для Лава. За наукові здобутки він був обраний в 1894 році членом Лондонського королівського товариства.
У кембриджський період розпочалася довга і плідна співпраця Лава з Лондонським математичним товариством. 1890 року він був обраний до його ради і безперервно служив у ньому до 1920 року, пізніше знову з 1922 року до 1925 року. П'ятнадцять років (1890—1910) він був Почесним секретарем товариства, два роки обіймав посаду Президента (1912 і 1914), ще кілька разів був віце-президентом.
1899 року у віці тридцяти п'яти років Оґастус Лав був обраний на посаду Седліанського професора натуральної філософії Математичного інституту Оксфордського університету. Від тоді він переїхав до Оксфорда і залишався там на цій посаді до своєї смерті в 1940 році.

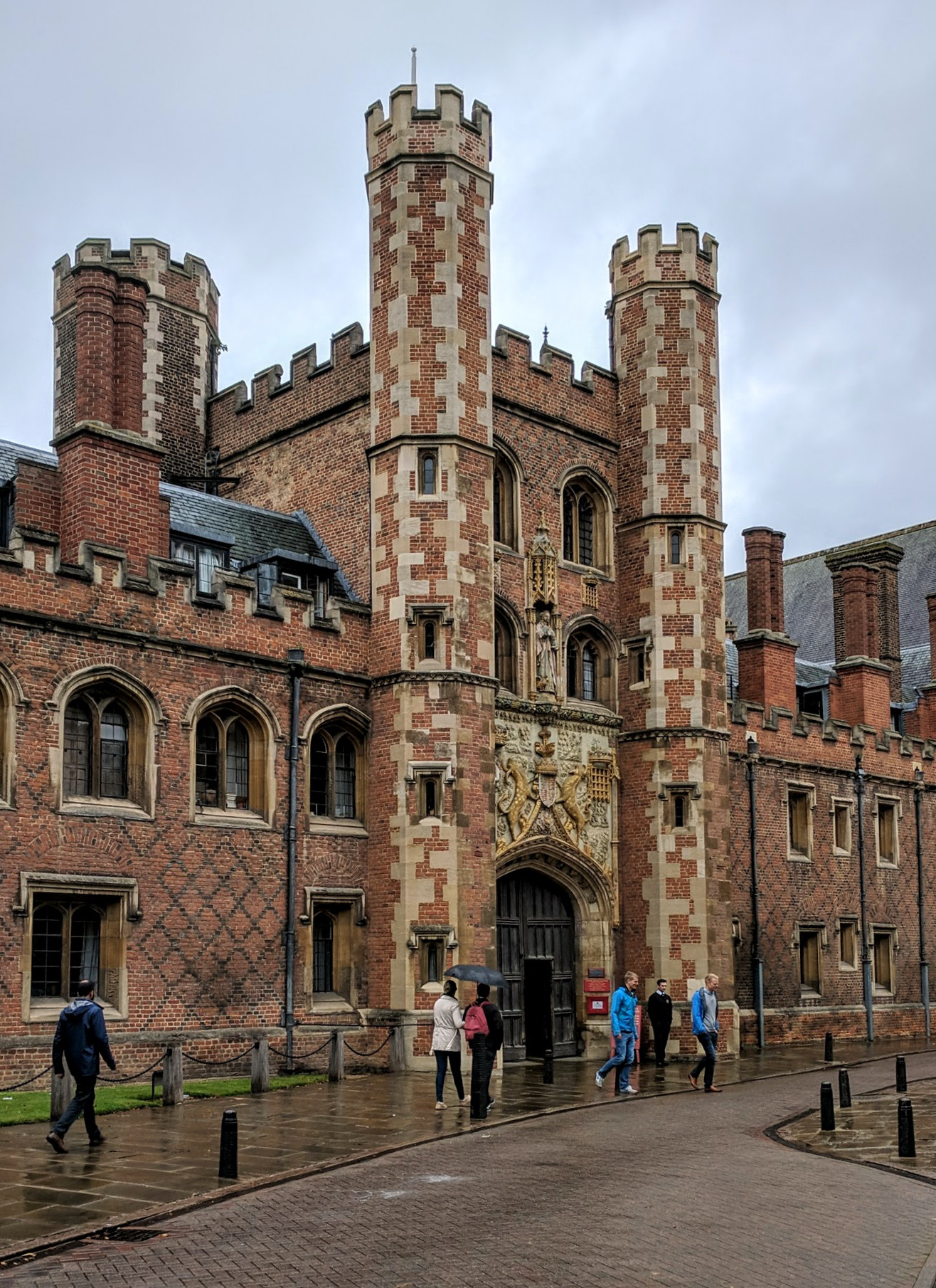
Головний вхід коледжу Святого Джона

1927 року Оґастуса Лава обрали почесним співробітником його колишнього коледжу Св. Джона. У тому ж 1927 році його також обрали стипендіатом Оксфордського Куїнз-коледжу.
Посада Седліанського професора натуральної філософії надавала Лаву більше часу, який він міг посвятити дослідженням, написанню підручників для студентів тощо. Хоча його наукові інтереси були в галузі механіки, пружності, геодинаміки та електродинаміки, він підготував поглиблені курси лекцій з тензорного числення та загальної теорії відносності. Його лекції в Оксфорді були надзвичайно популярні серед студентів за їх чіткість, доступність й зрозумілість. Він мав дар ясного викладення складних і незрозумілих проблем. Це був учений, який вражав відвертістю та чесністю, великою скромністю, щедрою добротою до молоді. Він захоплювався подорожами, музикою та крокетом.

## Наукові здобутки
Важливою науковою працею, яка супроводжувала Лава впродовж багатьох років, був «Трактат з математичної теорії пружності», вперше опублікований в 2-х томах 1892 і 1893 роках(друге видання було істотно переписане і видане в 1906 році, третє — в 1920 році, четверте — в 1927 році). Цей трактат Лава є яскравим прикладом його ґрунтовного, неквапливого математичного стилю викладення складних проблем. Про обсяг роботи свідчить хоча б перелік лише деяких розглянутих тем: рівновага ізотропних і анізотропних твердих тіл, рівновага й вібрування сфер, поширення хвиль в пружних твердих середовищах, скручування, згинання балок, згинання і скручування тонких стрижнів, пластин і оболонок. При цьому власний внесок у розглянуті теми Лав скромно приховав. Так, в розділі про хвильовий рух у твердих середовищах він не згадує про власний фундаментальний внесок у цю тему — відкриття нового типу поверхневих акустичних хвиль. Класичний за своєю структурою, перекладений кількома іноземними мовами, трактат майже півстоліття був базовим твором класичної математичної фізики.
У своїй ранній роботі 1988 року, ще на стадії здобуття супеня магістра, Лав запропонував для визначення напружень і деформацій у тонких пластинах двовимірну математичну модель. Теорія цієї моделі була створена Лавом на основі розширення теорії балки Ейлера-Бернуллі з використанням припущень, запропонованих Кірхгофом, і названа теорією пластини Кірхгофа-Лава. За цією теорією площину середньої поверхні можна використовувати для представлення тривимірної пластини у двовимірній формі.
Ще одна віхова робота Лава «Деякі проблеми геодинаміки» — це дослідницьке есе, в якому розглянуто багато проблем, таких як ізостазія, земні припливи, зміна широти, стисливість і її вплив на земні припливи, проблема гравітаційної нестабільності. У своїх роботах з геодинаміки Лав досліджував поширення сейсмічних хвиль від землетрусів, виходячи з припущення, що Земля складається з концентричних шарів різної щільності й пружності. Він постулював виникнення одного з двох типів поверхневих сейсмічних хвиль, у яких зміщення пружного середовища відбувається перпендикулярно до напрямку поширення хвилі. На його честь цей тип хвиль був названий хвилями Лава (другий тип поверхневих хвиль — це хвилі Релея). Лав запропонував також метод вимірювання товщини земної кори, заснований на вимірюванні поширення хвиль Лава.
У період першої світової війни (1914—1918) Оґастус Лав зробив внесок у зовнішню балістику, розробивши метода Лава для розрахунку висококутових траєкторій снарядів за «малими дугами», який деякий час використовувався британськими артилеристами.
Він цікавився й займався теорією електричних хвиль в межах класичної електродинаміки, і є автором статей на цю тематику.
Важливе значення й застосування мали його книги з теоретичної механіки й диференціального та інтегрального числення.
Такий широкий діапазон наукових зацікавлень і здобутків Лава свідчить про його різносторонність, фундаментальність першовідкривача та популяризатора науки.

## Нагороди, відзнаки і визнання
За свою наукову діяльність Оґастус Лав був відзначений:
- 1897 — премією Сміта Кембриджського університету[7];
- 1894 — обраний членом Лондонського королівського товариства[17];
- 1909 — нагороджений Королівською медаллю (англ. Royal Medal), відомою також як Медаль королеви (англ. Queen's Medal) — щорічною відзнакою Лондонського королівського товариства, «за дослідження з теорії пружності та суміжних тем»[18];
- 1911 — відзначений премією Адамса — однією з найпрестижніших премій, яка присуджується щороку факультетом математики Кембриджського університету та коледжом Святого Джона британському математику за видатні дослідження в галузі математичних наук: Лав був премійований за есе на тему «Деякі проблеми геодинаміки»[6].
- 1912—1914 — обраний Президентом Лондонського математичного товариства[19];
- 1926 — нагороджений медаллю де Моргана (англ. De Morgan Medal) — найвищою нагородою Лондонського математичного товариства[20];
- 1937 — нагороджений медаллю Сильвестра (англ. Royal Society Sylvester Medal), яку присуджує Лондонське королівське товариство з 1901 року за видатні заслуги в галузі математики: Лав був нагороджений за «дослідження в галузі класичної математичної фізики, зокрема математичних теорій пружності й гідродинаміки»[21].

Лав був обраний членом Національної академії деї Лінчеї, членом-кореспондентом Інституту Франції.
Іменем Лава названий кратер на зворотному боці Місяця — Кратер Лава.

## Останні роки
Оґастус Лав завідував кафедрою математики з 1898 року й залишався її керівником навіть протягом 12 років після дати звичайного виходу на пенсію, та при тому ніколи й у нікого не виникало жодного заперечення цьому факту. Проте незадовго до смерті він був зобов'язаний піти у відставку з цієї посади у зв'язку зі зміною статуту університету.
До останніх років життя Оґастус Лав читав лекції та відвідував засідання кафедри математики. Протягом останніх кількох років життя його здоров'я було настільки слабким, що йому доводилося викликати таксі, щоб доїхати з дому на лекції. До кінця він повністю використовував усі свої здібності, ніколи не було видимого послаблення гостроти його мислення й думки стосовно університетських справ, докладності його лекцій, мудрості й розсудливості в справах політики університету. Коли за чинним статутом Лав у своєму віці вже не мав права бути членом ради факультету фізичних наук або ради відвідувачів університетської обсерваторії, він ніколи не залишав товариства своїх колег, коли вони збиралися у їхньому неформальному ланч-клубі перед засіданнями факультету. Професор проявляв чималий інтерес до своєї гімназії, ще за кілька років до смерті він щорічно вручав премію найкращому математику в школі.
Лав так і не одружився. Після смерті батька з часу навчання в Кембриджі молодша сестра Бланш утримувала його будинок до кінця його життя. Між ним і сестрою існувала незвичайно сильна прихильність.
Помер Оґастус Едвард Гаф Лав після операції 5 червня 1940 р. в Оксфорді, похований у Волверкоті — селі на околиці Оксфорда.